# Ewa-Larysa Krause
Ewa-Larysa Krause (Koszalin, 4 de enero de 1975-Zakopane, 12 de enero de 1997) fue una deportista polaca que compitió en judo.

## Carrera
Ganó dos medallas en el Campeonato Europeo de Judo en los años 1994 y 1995.
Participó en los Juegos Olímpicos de Atlanta 1996, donde finalizó quinta en la categoría de –52 kg.
Fundó un club de judo, el UKS "Tori" en el grupo escolar en Dzbrowa cerca de Koszalin.
Ewa Krause murió en un accidente de tráfico el 12 de enero de 1997. 

## Palmarés internacional
| Campeonato Europeo | Campeonato Europeo       | Campeonato Europeo | Campeonato Europeo |
| Año                | Lugar                    | Medalla            | Categoría          |
| ------------------ | ------------------------ | ------------------ | ------------------ |
| 1994               | Gdańsk (Polonia)         | Medalla de oro     | –52 kg             |
| 1995               | Birmingham (Reino Unido) | Medalla de bronce  | –52 kg             |